# Josefina Torrens i Illas
Josefina Torrents i Illas (Barcelona, 7 de juny de 1902 – Barcelona, 7 de setembre de 2006) fou una nedadora i dirigent esportiva catalana, considerada com una de les pioneres de la natació a Catalunya.
Nedadora destacada del Club Natació Barcelona, als quinze anys començà a treballar de delineant a la Companyia Telefònica. Fou una de les fundadores, juntament amb la seva germana Teresa i Enriqueta Sèculi, del Club Femení i d'Esports, primera institució esportiva exclusivament femenina de Catalunya, on fou entrenadora de natació i gimnàstica. En l'àmbit esportiu, fou campiona de Catalunya dels 400 m lliure (1930), tres vegades del relleus 4×50 m (1927, 1928, 1930) i una dels 3×100 m (1932), i guanyà la Travessia al Port de Barcelona el 1932. Felicitada personalment pel president de la Generalitat Francesc Macià, aquesta victòria tingué ampli ressò mediàtic a la premsa catalana de l'època. Per altra banda, establí els primers rècords nacionals de 300 m, 400 m i 500 m lliure (1930) i de 4×100 m lliure (1928-31).
Després de la Guerra Civil abandonà l'esport de competició, però continuà practicant altres esports o disciplines de formació i creixement, de manera amateur, com per exemple el ioga.

## Reconeixement
L'any 1991 li fou concedida la medalla de Forjadors de la Història Esportiva de Catalunya.
L'any 2022, l'Ajuntament de Barcelona aprovà posar el seu nom a un carrer de la ciutat, al barri de la Salut. Des del 7 de març de 2023, el passatge que hi ha entre l'avinguda Pompeu Fabra i el carrer Riera de Can Toda duu el nom de Josefina Torrens Illas.